# Rebel Meets Rebel
Rebel Meets Rebel was een muziekproject van de Amerikaanse artiesten David Allan Coe op zang en gitaar, Dimebag Darrell op gitaar en achtergrondzang, Rex Brown op basgitaar en Vinnie Paul op drums. De nummers die voortvloeiden uit het project, werden geschreven en gecomponeerd op momenten waarop de muzikanten niet bezig waren met hun eigen, grotere projecten. 
De samenwerking werd in 2004 beëindigd, nadat Dimebag Darrell vermoord werd. De samenwerking leverde een gelijknamig studioalbum op, dat uiteindelijk op 2 mei 2006 werd uitgebracht op het eigen label van Vinnie Paul, Big Vin Records. 